# Закрочим
Закро́чим (пол. Zakroczym) — місто в центральній Польщі, на річці Вісла.
Належить до Новодворського повіту Мазовецького воєводства.

## Відомі особистості
В поселенні народився:
- Суйковський Антін (1867–1941) — польський географ і політичний діяч.

## Демографія
Демографічна структура станом на 31 березня 2011 року:
|          | Загалом | Допрацездатний вік | Працездатний вік | Постпрацездатний вік |
| -------- | ------- | ------------------ | ---------------- | -------------------- |
| Чоловіки | 1617    | 307                | 1182             | 128                  |
| Жінки    | 1673    | 297                | 1025             | 351                  |
| Разом    | 3290    | 604                | 2207             | 479                  |